# Grüne Chemie
Als Grüne Chemie oder nachhaltige Chemie bezeichnet man die Art von Chemie, die versucht, Umweltverschmutzung einzudämmen, Energie zu sparen und so möglichst umweltverträglich zu produzieren. Gleichzeitig sollen Gefahren der Produktion und des Produkts vermieden werden. Um diese Ziele zu erreichen, sind die Entwicklung und Nutzung neuartiger Techniken notwendig. So kann es z. B. nachhaltiger sein, Kunststoffe oder Ethanol aus nachwachsenden Rohstoffen herzustellen, statt aus Erdöl. Im Gegensatz zur grünen Chemie beschäftigt sich die Umweltchemie mit der Ausbreitung, Umwandlung und den Wirkungen chemischer Stoffe auf die belebte und unbelebte Umwelt.

## Geschichte
1991 wurde erstmals das Konzept der Atomökonomie von Barry M. Trost eingeführt und 1992 entwickelte Roger A Sheldon den E-Faktor beides sind Kennzahlen, welche Aspekte von Synthesen in Bezug auf deren Nachhaltigkeit quantifizieren. Die grüne Chemie entwickelte sich aus diesen beiden und vielen weiteren Ideen und Forschungsbemühungen in der Zeit bis zu den 1990er Jahren, als die Probleme der chemischen Verschmutzung und der Erschöpfung der Ressourcen immer mehr in den Vordergrund rückten. Die Entwicklung der grünen Chemie in Europa und den Vereinigten Staaten war mit einer Verlagerung der Strategien zur Lösung von Umweltproblemen verbunden. Diese Verlagerung kann als Abkehr von der Regulierung auf Befehl und Kontrolle sowie der vorgeschriebenen Verringerung der Industrieemissionen am „Ende der Leitung“ hin zur aktiven Vermeidung von Umweltverschmutzung durch die innovative Gestaltung der Produktionstechnologien selbst beschrieben werden. 1998 wurde von Paul Anastas und John C. Warner eine Liste von Grundprinzipien entwickelt, welche einen Rahmen für die Entwicklung umweltfreundlicherer Chemikalien, Verfahren oder Produkte darstellt. Die Konzepte, die heute als „grüne Chemie“ bekannt sind, haben sich Mitte bis Ende der 1990er Jahre herausgebildet, zusammen mit einer breiteren Akzeptanz des Begriffs (der sich gegenüber konkurrierenden Begriffen wie „saubere“ und „nachhaltige“ Chemie durchgesetzt hat).
In den USA spielte die Umweltschutzbehörde (Environmental Protection Agency, EPA) schon früh eine wichtige Rolle bei der Förderung der Grünen Chemie durch ihre Programme zur Vermeidung von Umweltverschmutzung, ihre Finanzierung und ihre technische Koordinierung. Im Vereinigten Königreich trugen Forscher der Universität York zur gleichen Zeit zur Gründung des Green Chemistry Network innerhalb der Royal Society of Chemistry und zur Einführung der Zeitschrift Green Chemistry bei. In Deutschland hat die Gesellschaft Deutscher Chemiker (GDCh) zu diesem Zweck die Fachgruppe Nachhaltige Chemie gegründet.

## Eigenschaften
Die grüne Chemie bezieht sich auf alle Bereiche der Chemie, wie die organische Chemie, anorganische Chemie, Biochemie, analytische Chemie und physikalische Chemie und wird somit nicht nur im industriellen Bereich verwirklicht. Das Konzept der Click-Chemie wird oft als eine besonders grüne Art der chemischen Synthese bezeichnet.
Im Jahr 2005 erklärte Ryōji Noyori drei wichtige Entwicklungen für die grüne Chemie: Anwendung von überkritischem Kohlenstoffdioxid als grünes Lösungsmittel, in Wasser gelöstes Wasserstoffperoxid für grüne Oxidationen und der Gebrauch von Wasserstoff für stereoselektive Synthesen. Beispiele für die Umsetzung von grüner Chemie sind Oxidationsreaktionen mit überkritischem Wasser (Supercritical Water Oxidation) und lösungsmittelfreie Reaktionen (Dry Media Reaction). Eine weitere Technik im Bereich der grünen Chemie ist das Bioengineering. Zahlreiche wichtige Chemikalien können durch Synthesen in Mikroorganismen hergestellt werden, z. B. Shikimisäure.
Eine Vielzahl von Plattformchemikalien lässt sich durch Pyrolyse aus lignocellulosischer Biomasse, also aus Holz, herstellen. Wege zu Polymeren, basierend auf Fetten und Ölen als nachwachsenden Rohstoffen, wurden beschrieben.
In der grünen Chemie gibt es eine Vielzahl von Metriken, z B. die Atomökonomie und den E-Faktor, die im Laufe der Jahre entwickelt wurden, um die Effizienz oder Nachhaltigkeit chemischer Prozesse zu quantifizieren. Chemiker und Ingenieure messen, verfolgen und bewerten die Leistung in einem bestimmten Bereich, z. B. Nachhaltigkeit, anhand dieser Metriken. Sie werden in der Industrie verwendet, um Vergleiche zwischen Syntheserouten zu ermöglichen und die Nachhaltigkeit chemischer Prozesse sowie deren Veränderungen messbar zu machen, um sie gegebenenfalls zu optimieren. Ganz nach dem Motto: „Man kann nichts verbessern, was man nicht misst“.

## Grundprinzipien
Paul Anastas von der Environmental Protection Agency und John C. Warner entwickelten zwölf Grundprinzipien von Green Chemistry:
1. Vermeidung von Abfall: Abfall und Verschmutzung zu vermeiden ist, gegenüber dem nachträglichen Entsorgen und Aufarbeiten von selbigen, zu bevorzugen.
2. Atomeffizienz: Synthesen und Reaktionen sind so zu gestalten, um im Endprodukt ein Maximum der Atome der beteiligten Edukte zu erreichen.
3. Sicherere chemische Umwandlungen: Synthetische Methoden sollen vermieden werden, die Edukte nutzen oder Produkte erzeugen, die ein Risiko für Mensch oder Umwelt darstellen.
4. Entwicklung sichererer Stoffe: Bei der Entwicklung chemischer Stoffe sollen bei gleichzeitiger Ausübung ihres Nutzens auch auf eine Minimierung ihrer Toxizität geachtet werden.
5. Sicherere Lösungsmittel und Hilfsmittel: Der Einsatz von Lösungsmittel oder Hilfssubstanzen soll vermieden werden, oder – wenn es nicht anders geht, so geringe Toxizität wie möglich aufweisen.
6. Energieeffizienz: Der Energieverbrauch soll vermindert werden und die Prozesse sollten möglichst bei Raumtemperatur und Atmosphärendruck durchgeführt werden.
7. Erneuerbare Ressourcen: Erneuerbare Ressourcen sollen bevorzugt werden.
8. Derivate reduzieren: Anzahl der Zwischenstufen und/oder Derivate – z. B. Schutzgruppen – soll reduziert oder möglichst ganz vermieden werden. Derartige zusätzliche Schritte erfordern zusätzliche Reagenzien und verursachen zusätzlichen Abfall
9. Katalysatoren: Katalysatoren sind stöchiometrischen Reagenzien zu bevorzugen.
10. Natürlich abbaubar: Produkte sollen nach der Nutzung natürlich abgebaut werden können, ohne der Umwelt zu schaden.
11. Echtzeitüberwachung der Abfallvorsorge: Die Echtzeitüberwachung ist weiterzuentwickeln um Verunreinigungen im Prozess zu vermeiden.
12. Grundsätzliche Risikovermeidung: Die Wahl von Edukten in chemischen Prozessen soll die potentielle Gefahr, wie von Explosion, Feuer, unbeabsichtigter Freisetzung, vermeiden.

## Kritik
Die chemische Synthese einiger Kraftstoffe – wie Biodiesel (Fettsäuremethylester) – aus nachwachsenden Rohstoffen (Öle und Fette, wie z. B. Rapsöl, aber auch Altspeisefette und tierische Altfette sowie anderen Triglyceriden) wird unter dem Gesichtspunkt der Nachhaltigkeit vom Umweltbundesamt kritisch bewertet. Biodiesel habe eine mäßige Ökobilanz und sei volkswirtschaftlich als Kfz- und Lkw-Kraftstoff deshalb nicht sinnvoll, allerdings sei die Verwendung als Kraftstoff in Sportbooten unter Aspekten des Gewässerschutzes empfehlenswert.

## Gesetzgebung

### Europäische Union
Im Jahr 2007 hat die EU das Programm zur Registrierung, Bewertung, Zulassung und Beschränkung von Chemikalien (REACH) eingeführt, das von den Unternehmen verlangt, Daten vorzulegen, die die Sicherheit ihrer Produkte belegen. Diese Verordnung (1907/2006) gewährleistet nicht nur die Bewertung der Gefahren von Chemikalien und der Risiken ihrer Verwendung, sondern umfasst auch Maßnahmen zum Verbot oder zur Beschränkung/Zulassung der Verwendung bestimmter Stoffe. Die Europäische Chemikalienagentur in Helsinki setzt die Verordnung um, während der Vollzug den EU-Mitgliedstaaten obliegt.

### Vereinigte Staaten
Die Environmental Protection Agency (EPA) wurde 1970 in den USA gegründet, um die Gesundheit von Mensch und Umwelt durch die Entwicklung und Durchsetzung von Umweltvorschriften zu schützen. Die Grüne Chemie baut auf den Zielen der EPA auf, indem sie Chemiker und Ingenieure ermutigt, Chemikalien, Verfahren und Produkte zu entwickeln, die die Entstehung von Giftstoffen und Abfällen vermeiden.
Das US-amerikanische Gesetz, das die meisten Industriechemikalien (mit Ausnahme von Pestiziden, Lebensmitteln und Arzneimitteln) regelt, ist der Toxic Substances Control Act (TSCA) von 1976. Bei der Untersuchung der Rolle von Regulierungsprogrammen bei der Entwicklung der grünen Chemie in den USA haben Analysten strukturelle Mängel und seit langem bestehende Schwächen des TSCA aufgedeckt. Ein Bericht an die kalifornische Legislative aus dem Jahr 2006 kommt beispielsweise zu dem Schluss, dass das TSCA einen inländischen Chemikalienmarkt geschaffen hat, auf dem gefährliche Eigenschaften von Chemikalien im Vergleich zu ihrer Funktion, ihrem Preis und ihrer Leistung benachteiligt werden. Wissenschaftler haben argumentiert, dass solche Marktbedingungen ein Haupthindernis für den wissenschaftlichen, technischen und kommerziellen Erfolg der Grünen Chemie in den USA darstellen und dass grundlegende politische Veränderungen notwendig sind, um diese Schwächen zu korrigieren.
Grüne Chemie gewann in den USA nach der Verabschiedung des Pollution Prevention Act von 1990 an Popularität. Dieses Gesetz legte fest, dass die Umweltverschmutzung durch die Verbesserung des Designs und der Produkte und nicht durch die Behandlung und Entsorgung reduziert werden sollte. Im Jahr 1991 rief das EPA Office of Pollution Prevention and Toxics ein Forschungsförderungsprogramm ins Leben, das die Erforschung und Neugestaltung chemischer Produkte und Prozesse fördert, um die Auswirkungen auf die Umwelt und die menschliche Gesundheit zu begrenzen. Die EPA veranstaltet jedes Jahr den Wettbewerb „The Green Chemistry Challenge“, um Anreize für die wirtschaftlichen und ökologischen Vorteile der Entwicklung und Anwendung grüner Chemie zu schaffen.
Im Jahr 2008 verabschiedete Kalifornien zwei Gesetze zur Förderung der Grünen Chemie und rief damit die California Green Chemistry Initiative ins Leben. Eines dieser Gesetze verpflichtete das kalifornische Department of Toxic Substances Control (DTSC), neue Vorschriften zu entwickeln, um „besorgniserregende Chemikalien“ zu priorisieren und den Ersatz gefährlicher Chemikalien durch sicherere Alternativen zu fördern. Die daraus resultierenden Vorschriften traten 2013 in Kraft und führten zum Safer Consumer Products Program der DTSC.

## Preise
Für Leistungen auf diesem Gebiet vergibt die GDCh den Wöhler-Preis für Nachhaltige Chemie.